# 单序波缘大参
单序波缘大参（学名：Macropanax undulatus var. simplex）是五加科大参属波缘大参的变种。分布在中国大陆的云南等地，生长于海拔1,000米至1,800米的地区，一般生于森林中，目前尚未由人工引种栽培。